# Fugida de Mogadiscio
Fugida de Mogadiscio (originalment en coreà, 모가디슈; transcrit com a Mogadisyu) és una pel·lícula dramàtica d'acció sud-coreana del 2021, dirigida per Ryoo Seung-wan i protagonitzada per Kim Yoon-seok, Jo In-sung, Heo Joon-ho i Kim So-jin. La pel·lícula, basada en fets reals, està ambientada durant la Guerra Civil de Somàlia i els esforços de les dues Corees per ser admeses a les Nacions Unides a finals dels anys vuitanta i principis dels noranta. Mostra detalls d'un perillós intent de fugida realitzat per treballadors de l'ambaixada de Corea del Nord i del Sud encallats durant el conflicte. S'ha doblat i subtitulat al català.
Amb un cost de producció de 24.000 milions de wons sud-coreans, es preveia que Fugida de Mogadiscio es llançaria a l'estiu del 2020, però l'estrena es va ajornar a causa del ressorgiment de la pandèmia de la COVID-19. Es va estrenar als cinemes el 28 de juliol de 2021 amb la distribució de Lotte Entertainment en format IMAX. Va rebre valoracions generalment positives per part de la crítica, que van elogiar les seves escenes d'acció, la trama humorística, la direcció i les seves interpretacions vívides.
Tenint en compte el seu rendiment a taquilla, la pel·lícula va ocupar el cinquè lloc de la llista de les pel·lícules més vistes a tot el món la primera setmana d'agost de 2021 segons l'informe dels mitjans nord-americans Screen Daily de l'11 d'agost. Els 56 dies posteriors a l'estrena, va superar els 3,5 milions d'espectadors i es va convertir en la primera pel·lícula coreana el 2021 a fer-ho. Va ser la segona pel·lícula més taquillera del 2021 a Corea del Sud, amb 29 milions de dòlars i 3,61 milions d'entrades venudes, segons el consell de cinema coreà.
Fugida de Mogadiscio va ser seleccionada com a entrada de Corea del Sud per a la categoria a la millor pel·lícula internacional dels 94ns Premis Oscar, però no va ser nominada. Va guanyar sis premis a la 30a edició dels Premis Buil de Cinema i a la 42a edició dels Blue Dragon Film Awards, inclòs el premi la millor pel·lícua". Als Blue Dragon Film Awards va ser votada com a pel·lícula més popular i Koo Kyo-hwan com a estrella popular. A mitjans de 2022, havia guanyat vint-i-cinc premis en total en diverses cerimònies de premis.

## Repartiment
- Kim Yoon-seok com a Han Sin-seong, ambaixador de Corea del Sud a Somàlia[15]
- Jo In-sung com a Kang Dae-jin, conseller del Servei d'Intel·ligència Nacional de Corea del Sud/oficial d'intel·ligència[16]
- Heo Joon-ho com a Rim Yong-su, ambaixador de Corea del Nord a Somàlia[15]
- Koo Kyo-hwan com a Tae Joon-ki, conseller del Ministeri de Seguretat Estatal de Corea del Nord/oficial d'intel·ligència
- Kim So-jin com a Kim Myung-hee, esposa de l'ambaixador Han
- Jung Man-sik com a Gong Su-cheol, secretari de l'ambaixador Han
- Kim Jae-hwa com a Jo Soo-jin, una de les subordinades de l'ambaixador Han
- Park Kyung-hye com a Park Ji-eun, un traductor de l'ambaixador Han